# Бракстон (Міссісіпі)
Бракстон (англ. Braxton) — селище (англ. village) в США, в окрузі Сімпсон штату Міссісіпі. Населення — 186 осіб (2020).

## Географія
Бракстон розташований за координатами 32°1′35″ пн. ш. 89°58′18″ зх. д. / 32.02639° пн. ш. 89.97167° зх. д. (32.026391, -89.971530).  За даними Бюро перепису населення США в 2010 році селище мало площу 1,52 км², уся площа — суходіл.

## Демографія
Згідно з переписом 2010 року, у селищі мешкали 183 особи в 73 домогосподарствах у складі 49 родин. Густота населення становила 120 осіб/км².  Було 82 помешкання (54/км²).
Расовий склад населення:
| - 92,9 % — білих - 1,1 % — чорних або афроамериканців - 0,5 % — корінних американців |

До двох чи більше рас належало 4,9 %. Частка іспаномовних становила 1,1 % від усіх жителів.
За віковим діапазоном населення розподілялося таким чином: 26,2 % — особи молодші 18 років, 57,4 % — особи у віці 18—64 років, 16,4 % — особи у віці 65 років та старші. Медіана віку мешканця становила 42,9 року. На 100 осіб жіночої статі у селищі припадало 83,0 чоловіків;  на 100 жінок у віці від 18 років та старших — 84,9 чоловіків також старших 18 років.
За межею бідності перебувало 26,6 % осіб, у тому числі 53,5 % дітей у віці до 18 років та 13,5 % осіб у віці 65 років та старших.
Цивільне працевлаштоване населення становило 74 особи. Основні галузі зайнятості: оптова торгівля — 18,9 %, науковці, спеціалісти, менеджери — 12,2 %, транспорт — 10,8 %, освіта, охорона здоров'я та соціальна допомога — 10,8 %.